# Onthophagus metalliceps
Onthophagus metalliceps es una especie de insecto del género Onthophagus, familia Scarabaeidae, orden Coleoptera.

## Historia
Fue descrita científicamente por Arrow en 1931.